# Hollay Kamilla
Hollay Kamilla (német nyelvterületen Camilla von Hollay néven ismert; Budapest, 1894. november 7. – Budapest, 1967. február 9.) magyar filmszínésznő, a hazai némafilmgyártás egyik első népszerű színésznője volt.

## Élete
Budapesten született Hollay Béla és Weigert Borbála (1875–1948) gyermekeként. Apja vállalatigazgató volt, ő maga gimnáziumot végzett, majd Rákosi Szidi színiiskolájába járt. Székesfehérváron kezdte pályáját Szalkai Lajos társulatában. Naiva szerepkörben játszott még Szegeden Almássy Endre társulatában és Békésgyulán is. Később Budapesten kapott szerződést a Budai Színkörbe, majd a Vígszínházba. 1918 júniusában lépett fel utoljára a Budapesti Színházban (Feld Mátyás: Bolse Viki színművében). Filmszínészként Illés Jenő János vitéz című, 1916-ban készült némafilmjében tűnt fel, majd 1920-ban a Corvin Filmgyár szerződtette, de később saját stúdiót is alapított. Számos sikert követően az első világháború utáni nehéz gazdasági helyzetben külföldre távozott, Berlinben próbált szerephez jutni. Ott ismerkedett meg későbbi férjével, Szatmári Jenő újságíróval, akivel 1924-ben házasodtak össze Charlottenburgban. 1927-ben a berlini Phoebus Film szerződtette, de színpadi szerepei is voltak. Az 1930-as években visszatértek Budapestre, szerepet már nem vállalt, de aktív részese maradt a színházi közéletnek, színdarabokat és filmforgatókönyveket is írt.
Az első színésznő volt, akit nem egy filmre, hanem egy évre szerződtetett hazai filmgyár. Illés Jenő János vitéze az első egész estés magyar némafilmek egyike volt, melynek női főszerepét Hollayra bízták, így – bár a valós elsőséget nehéz megállapítani – emlegetik az első magyar filmszínésznőként is. Több mint negyven némafilmben szerepelt, a maga korában közismert és ünnepelt szár volt. Forgattak vele filmeket Párizsban és Rómában is.
1952-ben kitelepítették egy hajdúnánási tanyára. Egészségi állapota megromlott, kilenc hónapot töltött egy debreceni klinikán. Férjéről nem tudott semmit, így haláláról sem: Szatmári Jenő 1953-ban elhunyt. Ugyanebben az évben Hollayt engedték, hogy visszatérjen Budapestre, azonban rokona nem lévén, csak egy soroksári szociális otthonban sikerült elhelyezni. Innen került 1954-ben színészotthonba.
Idős korában a Jászai Mari Színészotthonban lakott. 1967-ben hunyt el, hamvait az Új köztemetőben helyezték el.

## Filmjei
Jelentős szerepei:
- János vitéz (Iluska szerepében, 1916)
- Casanova (1918)
- Tatárjárás (Lohonyay Treszka szerepében, 1917)
- Falusi kislány Pesten (1920)
- A szürkeruhás hölgy (1921)
- Szép Ilonka (1922);

Németországban:
- Felesleges emberek (1926)
- Waterloo (Waterloo, 1929)
- A nagy várakozás (1930)
- Tingli-tangli (Tingel-Tangel, 1930)